# Syleena Johnson
Pour les articles homonymes, voir Johnson.
 (octobre 2024).
La mise en forme du texte ne suit pas les recommandations de Wikipédia : il faut le « wikifier ».
Les points d'amélioration suivants sont les cas les plus fréquents. Le détail des points à revoir est peut-être précisé sur la page de discussion.
- Les titres sont pré-formatés par le logiciel. Ils ne sont ni en capitales, ni en gras.
- Le texte ne doit pas être écrit en capitales (les noms de famille non plus), ni en gras, ni en italique, ni en « petit »…
- Le gras n'est utilisé que pour surligner le titre de l'article dans l'introduction, une seule fois.
- L'italique est rarement utilisé : mots en langue étrangère, titres d'œuvres, noms de bateaux, etc.
- Les citations ne sont pas en italique mais en corps de texte normal. Elles sont entourées par des guillemets français : « et ».
- Les listes à puces sont à éviter, des paragraphes rédigés étant largement préférés. Les tableaux sont à réserver à la présentation de données structurées (résultats, etc.).
- Les appels de note de bas de page (petits chiffres en exposant, introduits par l'outil «  Source ») sont à placer entre la fin de phrase et le point final[comme ça].
- Les liens internes (vers d'autres articles de Wikipédia) sont à choisir avec parcimonie. Créez des liens vers des articles approfondissant le sujet. Les termes génériques sans rapport avec le sujet sont à éviter, ainsi que les répétitions de liens vers un même terme.
- Les liens externes sont à placer uniquement dans une section « Liens externes », à la fin de l'article. Ces liens sont à choisir avec parcimonie suivant les règles définies. Si un lien sert de source à l'article, son insertion dans le texte est à faire par les notes de bas de page.
- La présentation des références doit suivre les conventions bibliographiques. Il est recommandé d'utiliser les modèles {{Ouvrage}}, {{Chapitre}}, {{Article}}, {{Lien web}} et/ou {{Bibliographie}}. Le mode d'édition visuel peut mettre en forme automatiquement les références.
- Insérer une infobox (cadre d'informations à droite) n'est pas obligatoire pour parachever la mise en page.

Pour une aide détaillée, merci de consulter Aide:Wikification.
Si vous pensez que ces points ont été résolus, vous pouvez retirer ce bandeau et améliorer la mise en forme d'un autre article.
 (juillet 2013).
Si vous disposez d'ouvrages ou d'articles de référence ou si vous connaissez des sites web de qualité traitant du thème abordé ici, merci de compléter l'article en donnant les références utiles à sa vérifiabilité et en les liant à la section « Notes et références ».
Syleena Johnson, née le 2 septembre 1976 à Harvey, Illinois, États-Unis, est une chanteuse de R&B américaine.

## Biographie
Syleena Johnson est la fille du chanteur de blues Syl Johnson et la nièce du guitariste de blues Jimmy Johnson (en). Sa mère, Brenda Thompson, a été la première femme noire à devenir commissaire de police aux États-Unis.
Membre de la chorale de gospel de son lycée, sa route vers le succès est parsemée d'embûches. Elle doit se faire enlever des nodules sur ses cordes vocales et suivre une thérapie orthophonique pendant deux ans. De plus, son père, face à son succès modeste, a un regard très critique sur l'industrie musicale et la décourage rapidement d'entrer dans cet univers.
Cependant, en 1994, elle participe à l'écriture de l'album de son père, Back In The Game et contribue à un duo avec lui, Dipped In The Water.
À l'université, elle prend des cours de chant et de musique, tout en participant à des chorales de gospel.
En 1995, père et fille sortent un album de duos, This Time Together By Father And Daughter.
En 1997, elle rencontre un assistant de Jive Records au cours d'un match caritatif de basket-ball et lui remet une démo. La maison de disques lui propose aussitôt un contrat d'enregistrement.
Son premier album officiel, Love Hangover, sort en 1999 sur un label indépendant. Sur cet album, Syleena Johnson reprend des classiques du R&B comme Love Hangover de Diana Ross ou Baby I'm Scared Of You de Womack & Womack.
Peu de temps après la sortie de son premier album, elle signe chez Jive Records et commence à écrire les chapitres de sa vie.

## Chapter 1: Love, Pain & Forgiveness(2001)
La fin de sa relation avec un petit-ami violent est la matière première de Chapter 1: Love, Pain & Forgiveness, sorti en mai 2001. C'est avec I Am Your Woman, écrit par R. Kelly, qu'elle connaît enfin le succès sur la scène musicale américaine.
Pistes :
1. The Beginning (Intro)
2. I Am Your Woman
3. You Said (featuring Liberty City)
4. Baby I'm So Confused
5. Meanwhile... (Interlude)
6. Everybody Wants Something
7. You Got Me Spinnin'
8. Hit On Me
9. And Then... (Interlude)
10. He's Gonna Do You In (featuring Buddy Guy)
11. You Ain't Right
12. Ain't No Love
13. One Day
14. I'd Rather Be Wrong
15. All Of Me
16. The End (Outro)

## Chapter 2: The Voice(2002)
En novembre 2002, elle sort son deuxième album. Avec notamment des chansons comme Guess What ou Tonight I'm Gonna Let Go remixé notamment par Busta Rhymes, Chapter 2: The Voice est considéré comme un des meilleurs albums de R&B de l'année 2002. Grâce à cet album, elle se fait connaître en Europe et notamment au Royaume-Uni où elle atteint pour la première fois le Top 40.[réf. nécessaire]
Pistes :
1. The Voice/Intro
2. Faithful to You
3. Now That I Got You
4. Dear You
5. Guess What
6. I'm Gon' Cry
7. Is That You
8. Tonight I'm Gonna Let Go
9. If You Play Your Cards Right
10. No Words
11. So Willingly
12. Guitars of the Heart (Happy)
13. I Believe in Love
14. Outro
15. Tonight I'm Gonna Let Go (The Remix featuring Busta Rhymes, Rampage, Sham and Spliff Star of the Flipmode Squad)
16. Joined at the Hip

## Entre les chapitres...
En 2003, le groupe de rap Français, IAM fait appel à elle pour l'album Revoir Un Printemps. Elle pose sa voix sur Ici Ou Ailleurs.
Face au succès de Chapter 2: The Voice, Kanye West l'invite à chanter le refrain de All Falls Down, sur l'album The College Dropout. La chanson rencontre un succès mondial et atteint le Top 10 au Royaume-Uni. Syleena Johnson apparaît aux côtés de Kanye West lors de différents shows aux États-Unis. La chanson leur permet même d'obtenir une nomination pour les Grammy Awards. Dans le clip de All Falls Down, Syleena Johnson fait une apparition en tant qu'hôtesse au guichet d'une compagnie aérienne. Le clip obtient 4 nominations aux MTV Video Music Awards.

## Chapter 3: The Flesh(2005)
En septembre 2005, elle sort son troisième chapitre : Chapter 3: The Flesh. Hypnotic, son premier single, avec R. Kelly et Fabolous rencontre un succès immédiat sur la scène internationale. Chapter 3: The Flesh est composé de plusieurs collaborations avec des artistes de renom : Anthony Hamilton, Twista, Common ou encore Jermaine Dupri.
En parallèle, elle apparaît sur les albums de Cam'Ron, Twista, DMX ou Shawnna.
Bien que s'agissant de l'album ayant remporté le plus de succès, Syleena Johnson est victime de la politique du label. Jive Records n'ayant pas réellement exploité l'album et le succès de All Falls Down, les ventes de disques n'ont pas été à la hauteur des attentes de Jive. Syleena Johnson et Jive Records rompent alors leur contrat.
Pistes :
1. The Flesh - Interlude
2. Hypnotic (featuring R. Kelly and Fabolous)
3. He Makes Me Say
4. Special Occasion
5. More (featuring Anthony Hamilton)
6. Bull's-Eye (Suddenly) (featuring Common)
7. Classic Love Song (featuring Jermaine Dupri)
8. Phone Sex (featuring Twista)
9. Slowly
10. Time
11. Still Open
12. Another Relationship
13. Leave Me Alone
14. Apartment For Rent
15. Only a Woman
16. The Flesh - Outro

## I Am Your Woman: The Best of Syleena Johnson(2008)
En juillet 2008, sort son best-of : I Am Your Woman: The Best Of Syleena Johnson, via Sony Legacy. N'ayant pas été informée de la sortie de ce best-of, Syleena Johnson considère cependant qu'il s'agit d'un moyen pour elle de se faire connaître auprès d'un nouveau public. L'album ne comporte en effet aucune nouvelle chanson mais uniquement des chansons de ses trois premiers Chapters.
Pistes :
1. Everybody Wants Something
2. I'd Rather Be Wrong
3. I'm Gon' Cry
4. Ain't No Love
5. Still Open
6. Hypnotic (featuring R. Kelly & Fabolous)
7. Another Relationship
8. If You Play Your Cards Right
9. Hit On Me
10. I Am Your Woman
11. Faithful To You
12. Tonight I'm Gonna Let Go
13. Guess What
14. Special Occasion

## Chapter 4: Labor Pains(2009)
Sans maison de disques, Syleena Johnson sort en décembre 2008 (janvier 2009 pour le CD physique), Chapter 4: Labor Pains, sous son propre label, Aneelys Records (Aneelys étant simplement Syleena inversé). L'album débute avec le cri de son premier enfant qu'elle vient d'avoir. L'album contient notamment une reprise d'un des tubes de son père, Is It Because I'm Black. Mais face à un manque de soutien des radios américaines, l'album connaîtra un succès limité.
Pistes :
1. Intro
2. Labor Pains
3. Where's the Love (featuring Teefa)
4. Freedom
5. Is It Because I'm Black
6. Be Me
7. Redstorm's Domestic Lesson (Interlude)
8. You Let Me Down
9. Shoo Fly
10. Maury Povich (featuring Cold Hard of Crucial Conflict)
11. It Is True
12. Your Love
13. My First
14. Personal Trainer
15. Go Home
16. Go
17. Outro

## Chapter 5: Underrated(2011)
Après une pause pour la naissance de son deuxième enfant, elle sort en septembre 2011 Chapter V: Underrated, distribué chez Shanachie Records. La vidéo pour le premier single, A Boss, a été dévoilée sur YouTube en juillet 2011. Le jour de la sortie de l'album, Syleena Johnson donne un concert acoustique, diffusé sur le net en direct. Ses fans internationaux ont ainsi la chance de pouvoir la voir en live pour la première fois. La chanteuse Tweet est notamment invitée pour chanter le deuxième single de l'album, Angry Girl.
Pistes :
1. Underrated (featuring AK of Do or Die)
2. A Boss
3. Fade Away
4. Angry Girl (featuring Tweet)
5. Like Thorns
6. Little Things (featuring Malone)
7. My Shoes
8. Label Me
9. Go Head (featuring 3D Na'Tee)
10. Bad Person
11. The Champ
12. Stone Wall

En mars 2012, dans le cadre de sa tournée Underrated Tour, elle se produit pour la première fois au Royaume-Uni, avec trois concerts à Birmingham, Manchester et Londres où elle fait salle comble au Jazz Café.

## Acoustic Soul Sessions(2012)
En parallèle à sa participation à un show de télé-réalité sur la chaîne TVOne, R&B Divas: Atlanta (en) (aux côtés de Faith Evans, Monifah (en), Keke Wyatt et Nicci Gilbert, pour la première saison), Syleena Johnson sort en septembre 2012, un EP acoustique, en vente uniquement sous forme numérique, enregistré lors de son concert diffusé sur internet l'année précédente. Elle y chante également un inédit, I Cut My Hair.
Pistes :
1. A Boss
2. Angry Girl (featuring Tweet)
3. Like Thorns
4. Little Things (featuring Malone)
5. Wild Horses
6. I Cut My Hair
7. Stone Wall

Début 2013, elle tourne la deuxième saison de R&B Divas, qui voit arriver 2 nouveaux membres : Angie Stone et LaTocha Scott. À la demande de ses fans européens, Syleena Johnson donne 4 concerts en Europe : à Amsterdam (Paradisio) et à Paris (New Morning), pour la première fois, ainsi que 2 concerts au Jazz Café de Londres.
En juillet 2013, elle participe à la 20e édition du Festival Blues Passions de Cognac.

## 9ine(2013)
Sorti le 24 septembre, cet album très inspiré par le reggae a été enregistré en collaboration avec Musiq Soulchild. Les 9 chansons de l'album (3 duos, 3 chansons par Syleena Johnson et 3 chansons par Musiq Soulchild) ont été enregistrées en 9 jours. L'ensemble de l'album a été produit par Kemar McGregor (en). Le chiffre 9 représente également le mois d'anniversaire des deux artistes : Syleena le 2 septembre et Musiq le 16 septembre.
Le premier single Feel The Fire est disponible en téléchargement légal depuis juillet et la vidéo disponible sur YouTube.
À sa sortie, 9ine se place directement en première place du Billboard Reggae Chart.
Pistes :
1. Alright
2. Feel The Fire
3. The Hunger
4. Slow Love
5. So Big
6. Never Had
7. Pieces Of You
8. Bring Me Down
9. Promise
10. Feel The Fire (Dancehall Stylee)

Une reprise de Could You Be Loved de Bob Marley a également été enregistrée mais n'a finalement pas été retenue. Le titre peut cependant être écouté sur YouTube.

## Chapter 6: Couples Therapy(2014)
Désormais signée chez EOne Music, Syleena sort Chapter 6: Couples Therapy le 27 octobre 2014.
Des collaborations avec Leela James, Dave Hollister et Willie Taylor (du groupe Day26) sont au programme.
Perfectly Worthless, le single buzz de l'album, s'est vu illustrer par un clip disponible sur YouTube, tandis que My Love, le premier single officiel, a été dévoilé fin juillet.
Pistes : 
1. All This Way For Love
2. Fool's Gold (featuring Leela James)
3. Heaven In Hell
4. My Love
5. If I Was Your World
6. Harmony (featuring Dave Hollister)
7. No Beginner (featuring Willie Taylor)
8. Boom
9. If You Need To Know
10. Perfectly Worthless
11. Silence
12. Unstoppable
13. I Cut My Hair
14. Fool's Gold (Bonus Track)

## Rebirth of Soul (2017)
C'est le 10 novembre 2017 que Syleena Johnson dévoile son nouvel album, Rebirth of Soul. 
Conçu et produit par son père, Syl Johnson, Rebirth of Soul est un album de reprises de chansons Soul, principalement des années 50 et 60 et a été enregistré à Chicago, dans les conditions d'un véritable live, avec des musiciens, comme c'était le cas auparavant.
On y retrouvera le premier single, We Did It, une reprise de son père, I'd Rather Go Blind (Etta James), Chain of Fools (Aretha Franklin), There'll Come A Time (Betty Everett) ou encore Make Me Yours (Bettye Swann).

## Woman(2020)
Pour la sortie de son 10ème album studio, Syleena Johnson décide d'abandonner les chapitres, et dévoile, le 31 janvier 2020, Woman.
On y retrouve des duos avec Q Parker des 112 et Raheem DeVaughn.
Woman, le titre qui donne son nom à l'album, en est le premier single. Écrit en deux semaines, et inspiré par des affaires qui ont ébranlé dernièrement les États-Unis : #MeToo, Times Up, #MuteRKelly…, le single est un véritable hymne aux femmes.
Pistes : 
1. Woman (Intro)
2. Long Time Ago
3. Mountains
4. Come Inside My House
5. Freelance Lover
6. I Deserve More
7. Home (featuring Q Parker)
8. Believer
9. Shero
10. Frontline (featuring Raheem DeVaughn)
11. Woman
12. Woman (Outro)

## The Making Of A Woman (The Deluxe Edition)(2021)
Comme beaucoup d'artistes ayant sorti un album début 2020, à cause de la pandémie du Covid-19, Syleena Johnson n'a pas pu en assurer la promotion. Le 23 avril 2021, elle propose donc une édition Deluxe de l'album Woman, comprenant une nouvelle Intro ainsi que deux titres inédits.
1. Making Of A Woman (Intro)
2. Mountains
3. I Deserve More
4. Never Been Better
5. Come Inside My House
6. Believer
7. Water
8. Home (featuring Q Parker)
9. Freelance Lover
10. Frontline (featuring Raheem DeVaughn)
11. Shero
12. Long Time Ago
13. Woman